# Ernobius tristis
Ernobius tristis är en skalbaggsart som beskrevs av Leconte 1879. Ernobius tristis ingår i släktet Ernobius och familjen trägnagare. Inga underarter finns listade i Catalogue of Life.